# Novo Brdo (Kosowo)
Novobërdë (serb.-cyrylica Ново Брдо, Novo Brdo) – miejscowość we wschodnim Kosowie (region Gjilan). W 2011 roku liczyła 183 mieszkańców.  